# Polina Rəhimova
Polina Rəhimova (Petraszko, ukr. Поліна Петрашко, ur. 5 czerwca 1990 w Ferganie w Uzbekistanie) – azerska siatkarka ukraińskiego pochodzenia, grająca na pozycji atakującej i przyjmującej. W reprezentacji Azerbejdżanu zadebiutowała w 2007 w kwalifikacjach do Mistrzostw Europy.

## Sukcesy klubowe
Liga azerska:
- 2008
- 2009, 2011, 2014
- 2013

Puchar Azerbejdżanu:
- 2010

Puchar Challenge:
- 2011

Liga południowokoreańska:
- 2015

Liga turecka:
- 2018

Puchar Brazylii:
- 2025[6]

Liga brazylijska:
- 2025[7]

## Sukcesy reprezentacyjne
Liga Europejska:
- 2016

## Nagrody indywidualne
- 2009: MVP Pucharu Azerbejdżanu
- 2010: Najlepsza przyjmująca azerskiej Superligi w sezonie 2009/2010
- 2011: Najlepsza przyjmująca i serwująca azerskiej Superligi w sezonie 2010/2011
- 2012: Najlepsza serwująca azerskiej Superligi w sezonie 2011/2012
- 2015: MVP i najlepsza atakująca Mistrzostw Korei Południowej
- 2016: MVP Ligi Europejskiej